# Везни (група)
Вижте пояснителната страница за други значения на Везни.
„ВЕЗНИ“ (1965 – 1972) е първата българска рок група с брас секция, основана през есента на 1965 година от Борис Чеширков и Илия Фортунов – Чорчика (31 януари 1944 – 21 януари 2017)

## История
Първоначално Везни е в състав Борис Чеширков – китара, вокал, Илия Фортунов – соло китара, Пламен Панчев – бас китара и Михаил Бъчваров – ударни. През пролетта на 1967 към групата се присъединяват Симеон Ляпчев и Гриша Спасов – вокал. В този период групата прави кавъри на Byrds, Kinks, Eric Burdon, Moody blues и балади на Donovan. Тяхната интерпретация на „Nights in white satin“ на британската група Moody blues е излъчвана по радио Белград.
През 1968 година Везни участва в първия рок фестивал в страната („Китариадата“ в Перник) и печели второ място, а Илия Фортунов е провъзгласен неформално за рок-китарист №1 в България. По-късно същата година Гриша Спасов напуска групата, а през 1969 година в състава ѝ се включва брас секция (Стоян Найденов – тромпет и брас аранжимент, Венцислав Лапев – саксофон и кларинет, Димитър Момчилов – тромбон) и Симо Лазаров – клавишни. Повлияни от американските рок групи Chicago, „Блъд, Сует енд Тиърс“, Electric Flag и соул музиката, Везни променят изцяло стила си и започват да свирят рок, соул, ритъм енд блус. В някои от аранжиментите им има и джаз елементи. Тя е единствената българска група в този жанр и в периода 1968 – 1972 е една от най-популярните в страната. Хитове на Везни са изпълнения на инструментала „Soul finger“ – Bar Kays; песента „Deborah“ – вокал Симеон Ляпчев (версията на Wilson Pickett от фестивала в Сан Ремо); „Сан Франциско“ (музика полската група No To Co и лирика Симеон Ляпчев); песни на американската група Electric Flag, Joe South („Games people play“, „Mirror of your mind“).
Междувременно Везни започват да записват и песни на български композитори: „Акварел“ (инструментал), „Негърче на кея“, „Сватба“, „Срещнах момиче“, „Звезди“, „Войнишка дружба“, „Направи си шега“. Групата озвучава анимацията на българския игрален филм „Тихият беглец“. През 1972 песента „Негърче на кея“ се издава в сборна плоча на Балкантон, а през 1973 „Акварел“ и „Срещнах момиче“ също се издават на плоча. Благодарение на Ангел Заберски инструменталът „Акварел“ е излъчван по лондонско радио.
През 1971 групата напускат последователно Пламен Панчев, Симеон Ляпчев, Михаил Бъчваров. Впоследствие Пламен свири с група Импулс, към тях се присъединява и Михаил, който по-късно е барабанист на LZ. За известно време басист на Везни е Константин Марков, който по-късно основава група Тангра.
В някои от записите на Везни в изпълнение на вокалите участва Иван Христов от Тоника.
В началото на 1972 година Везни се разпада окончателно и преустановява своята дейност.
От тази група тръгват много известни музиканти. Илия Фортунов и Симо Лазаров продължават с второ издание на група Везни – формация без брас и в различен стил записват отново някои от споменатите български песни. През 1982 година и тази формация се разформирова. Фортунов и Симо Лазаров правят солова кариера. Илия преподава китара и записва редица произведения за китара и клавир. Твори до смъртта си на 21 януари 2017 година.
Симо Лазаров е първият български композитор, изпълнител и промоутър на електронна музика, популярен в България и в чужбина. През 2014 година придобива научна степен Академик на Българска Академия на Науката и Изкуствата, а от 2015 година е почетен професор в Нов Български Университет. Проф. д-р Димитър Момчилов завършва ДМА специалност тромбон и последователно е декан и два мандата ректор на НМА.

## Дискография
- Везни '72 – „Негърче на кея“ (Балкантон БТМ 6521 – I)
- Везни '73 – „Срещнах момиче“, „Акварел“ (Балкантон БТМ 6565)
- Наши вокално-инструментални групи – 1973 „Срещнах момиче“ (Балкантон БТА 1631)